# الهوبة (بعدان)

تعديل مصدري - تعديل

الهوبة محلة تابعة لقرية شاهرة، التابعة لعزلة دلال بمديرية بعدان إحدى مديريات محافظة إب في الجمهورية اليمنية، بلغ تعداد سكانها 166 حسب تعداد اليمن لعام 2004.